# Purple (Stone Temple Pilots)
Purple è il secondo album in studio del gruppo musicale statunitense Stone Temple Pilots, pubblicato il 7 giugno 1994 dalla Atlantic Records.

## Descrizione
L'album presenta una varietà di generi, per esempio Interstate Love Song e Big Empty hanno una forte influenza country, mentre Lounge Fly e Silvergun Superman virano sul rock psichedelico. L'album vede, tra gli ospiti, Paul Leary come chitarrista solista nel brano Lounge Fly e Brendan O'Brien alla tastiera nel brano Army Ants . Nel 2006 Purple è stato inserito al settantatreesimo posto nella classifica 100 migliori album per chitarra di tutti i tempi dalla rivista Guitar World.
L'album bissò il successo del precedente Core, debuttando al primo posto nella Billboard 200 e nella ARIA Charts e decimo nella Official Albums Chart. I singoli estratti dall'album sono Big Empty (divenuta colonna sonora del film Il corvo), Interstate Love Song, Vasoline, Unglued e Pretty Penny.

## Tracce
Testi di Scott Weiland.
1. Meatplow – 3:37 (musica: Dean DeLeo, Robert DeLeo)
2. Vasoline – 2:56 (musica: Dean DeLeo, Robert DeLeo, Eric Kretz, Scott Weiland)
3. Lounge Fly – 5:18 (musica: Robert DeLeo)
4. Interstate Love Song – 3:14 (musica: Robert DeLeo)
5. Still Remains – 3:33 (musica: Robert DeLeo, Dean DeLeo)
6. Pretty Penny – 3:42 (musica: Dean DeLeo)
7. Silvergun Superman – 5:16 (musica: Robert DeLeo, Dean DeLeo)
8. Big Empty – 4:15 (musica: Dean DeLeo)
9. Unglued – 2:35 (musica: Scott Weiland, Robert DeLeo)
10. Army Ants – 3:46 (musica: Dean DeLeo)
11. Kitchenware & Candybars – 8:07 (musica: Robert DeLeo) – contiene la traccia fantasma My Second Album

## Formazione
Gruppo
- Scott Weiland – voce, percussioni, chitarra
- Dean DeLeo – chitarra elettrica ed acustica, percussioni
- Robert DeLeo – basso, chitarra, percussioni
- Eric Kretz – batteria, percussioni

Altri musicisti
- Paul Leary – chitarra solista (traccia 3)
- Brendan O'Brien – tastiera (traccia 10)

## Classifiche

### Classifiche settimanali
| Classifica (1994) | Posizione massima |
| ----------------- | ----------------- |
| Australia         | 1                 |
| Austria           | 18                |
| Canada            | 2                 |
| Finlandia         | 9                 |
| Germania          | 15                |
| Norvegia          | 11                |
| Nuova Zelanda     | 3                 |
| Paesi Bassi       | 32                |
| Regno Unito       | 10                |
| Stati Uniti       | 1                 |
| Svezia            | 6                 |
| Svizzera          | 25                |

### Classifiche di fine anno
| Classifica (1994) | Posizione |
| ----------------- | --------- |
| Stati Uniti       | 13        |

### Classifiche di fine decennio
| Classifica (1990–1999) | Posizione |
| ---------------------- | --------- |
| Stati Uniti            | 99        |